# Râul Băneasa
Râul Băneasa este un curs de apă, afluent al râului Chineja. 